# Cruz del cerebro
La crus cerebral (crus cerebri) es la porción anterior del pedúnculo cerebral que contiene los tractos motores, que van desde la corteza cerebral hasta el puente de Varolio y la columna vertebral. Su plural es crura cerebral.
En algunos textos antiguos se denomina pedúnculo cerebral, pero en la actualidad suele limitarse a la porción anterior de sustancia blanca.